# Old Glory DC
Old Glory DC, en español DC Vieja Gloria es un equipo de rugby profesional, ubicado en la ciudad de Washington D. C., en Estados Unidos, y que participa en la Major League Rugby, a la que se unió en 2020.

## Historia
Se creó en mayo de 2018 como el único equipo de la capital, su nombre fue revelado el 6 de febrero de 2019 y se unió en la temporada 2020, junto con los New England Free Jacks de Massachusetts y el Rugby ATL de Georgia. Los tres equipos se unieron a la recién creada Conferencia Este.
Old Glory DC recluta jugadores universitarios que no lograron entrar a una franquicia de la NFL, el equipo cree que así cuenta con los mejores atletas de los Estados Unidos.
En marzo de 2019 la Scottish Rugby Union compró parte de las acciones y por ello los jugadores escoceses tienen preferencia de contratación.

## Estadio
Old Glory comenzó disputando sus juegos en el Estadio Cardenal, en el campus de la Universidad Católica de América, pero en 2021 se mudaron a Segra Field, y en 2024  a Maryland SoccerPlex en Germantown (Maryland). 

## Rendimiento
DC llegó a jugar cinco partidos, antes que la temporada fuera cancelada por la pandemia de COVID-19: perdió el primero 13–46 contra el New Orleans Gold y ganó los restantes.
El neozelandés Jason Robertson es por ahora, el máximo anotador con 51 puntos y el canadiense Doug Fraser quien más tries marcó: con tres.